# Санітарія
Санітар́ія (від лат. sanitas, що означає здоров'я) — сукупність практичних заходів, спрямованих на оздоровлення оточення людини. Санітар́ія впроваджує у життя вимоги та норми, що їх обґрунтовує гігієна. 

## Загальна характеристика
Відповідно до галузі діяльності, санітар́ію поділяють на промислову, сільську, житлову, комунальну, харчову, військову та шкільну. До санітар́ії належать також санітар́на охорона атмосферного повітря, водоймищ, санітар́на охорона кордонів, санітар́не законодавство і санітар́на статистика. У практичному житті санітарні заходи дуже часто поєднуються з протиепідемічними. 
Чітка робота санітарних служб допомагає запобігти спалаху небезпечних захворювань шляхом організації постачання питної води, збору сміття і безпечного видаленням відходів життєдіяльності людини. Санітарія є центром політики громадської охорони здоров'я.
Звіти Всесвітньої організації охорони здоров'я (ВООЗ) показують, що 2004 року 5,3 млрд. осіб (83% населення світу) мали доступ до джерел чистої води (1990 року цей відсоток становив 78%). З 1,1 мільярда осіб, що не мають доступу до чистої питної води, 84% живуть в сільській місцевості. Ситуація особливо критична в країнах Африки на південь від Сахари, де 44 відсотки населення залишається без чистої питної води, а також в країнах Східної і Південної Азії.
У міжнародному масштабі, для боротьби з гострими інфекційними захворюваннями та запровадженням деяких інших санітарних заходів, діють міжнародні двосторонні або багатосторонні конвенції (перша датована 1851 р.). 1951 року був ухвалений Міжнародний Санітарний Регламент, який встановив міжнародні санітарні правила замість діючих доти правил міжнародної санітарної конвенції.

## Санітарія в Україні
Початки санітарії в Україні існували ще в давні часи. Люди дбали про гігієну житлових будинків, одягу, тіла, проти інфекційних хвороб запроваджували карантини, трупи померлих від заразливих хвороб швидко ховали, гроби заливали дьогтем, смолою або вапном, їхній одяг і хатні речі спалювали.
У 17ст. з'явилися перші законодавчі акти щодо боротьби з інфекційними хворобами та запровадження деяких санітарних заходів. З 1775р. справи санітарії в Російській Імперії і на землях центральної та східної України належали до компетенції приказної медицини, а з 1797р. також до лікарських управ. У «Врачебному уставі» 1857 року були вже розпорядження про заходи боротьби з інфекційними хворобами і епізоотіями, про нагляд над харчовими продуктами, охорону кордонів тощо. Деякі вимоги санітарного характеру були також в промисловому, будівельному, сільсько-господарському та інших статутах. Досить значна праця санітарно-епідеміологічного характеру здійснювалась земською медициною через санітарні бюро і санітарних лікарів.
У розвитку санітарного напрямку в земській і міській медицині деяку роль відігравали медичні товариства (Київське, Одеське, Волинське, Кам'янець-Подільське, Харківське, Херсонське). Назагал санітарія на землях центральної та східної України була, як і в усій Російській імперії, незадовільною і відставала від країн Західної Європи.
У УНР і українській державі санітарні заходи здійснювалися Департаментом Охорони Здоров'я, пізніше Міністерством Охорони Здоров'я та Опіки, губернськими та земськими управами, Українським Червоним Хрестом й іншими громадськими організаціями; в ЗУНР — Комісаріатом і Радою охорони здоров'я. Санітарно-медичні заходи у війську УНР та ЗУНР провадились санітарно-медичною службою армій.
На Західній Україні (в Галичині й на Буковині) справами санітарії, як і всієї охорони здоров'я, до 1918 року відав департамент Міністерства Внутрішніх Справ у Відні (з 1917 року — Міністерство Здоров'я, яке очолював Іван Горбачевський) та відділи Крайових Виділів Галичини та Буковини. Санітарія була на низькому рівні, хоч дещо краще, ніж на землях центральної та східної України. Порівняно з Австрією санітарія в Польщі стояла вище, але й далі була незадовільно організованою. Чимало для піднесення стану санітарії і гігієни зробили українські товариства: «Просвіта», «Відродження», Українське лікарське товариство і Українське гігієнічне товариство.
У УССР і в СССР в цілому впровадження санітарних заходів у життя і санітарний контроль здійснювали державні санітарні органи. У 1931р. створено Санітарну Державну Інспекцію УРСР, яку в 1933р. виділено в окрему службу, а в 1954р. її включено до складу Санітарно-Епідеміологічного Управління Міністерства Охорони Здоров'я УРСР. У обласних містах і районах санітарно-епідемічні заходи і контроль над ними ведуть обласні, міські та районові санітарні лікарі, а частково  - і всі медичні установи, крім того існують ще відомчі санітарні служби. Деякі санітарні заходи провадять представники громадськості — санітарні уповноважені і санітарні дружини. У УССР санітарне законодавство було досить добре розвинене і регламентувало запровадження широких оздоровчих та санітарно-протиепідемічних заходів, спрямованих на запобігання хворобам, на зниження професійних і інфекційних захворювань, на дотримання санітарних норм при плануванні сіл і міст, на впровадження оздоровчих заходів на підприємствах, в установах, школах тощо, регулювало випуск, зберігання, транспортування і продаж харчових продуктів, видавало розпорядження про нагляд над різними установами комунального господарства, таких як лазні, перукарні тощо. У 1972р. в Україні працювало 8 370 лікарів санітарно-протиепідемічного профіля.
Питання санітарії опрацьовуються на медичних факультетах університетів і медичних інститутів та у низці науково-дослідних інститутів мікробіології та епідеміології, комунальної гігієни, харчування, фізіології й гігієни праці, санітарної техніки й у наукових товариствах гігієністів, епідеміологів, мікробіологів, істориків медицини.

## Українські вчені
З українських учених у галузі санітарії варто відзначити П. Баранника, І. Барченка, Л. Громашевського, В. Деркача, П. Діятроптова, Сергія Ігумнова, Д. Калюжного, О. Корчак-Чепурківського, В. Левицького, О. Марзєєва, В. Мартинюка, Л. Медведя, В. Навроцького, В. Підгаєцького, М. Предтеченського, С. Ручковського, І. Савченка, І. Скворцова, В. Субботіна, С. Томиліна, Г. Шахбазяна, Є. Яковенка.